# Castelleone
Castelleone est une commune italienne de la province de Crémone, dans la région Lombardie.

## Administration
L'actuelle maire de Castelleone est Pietro Fiori.

### Hameaux
- Le Valli
- Corte Madama
- Pradazzo
- Guzzafame
- Pellegra
- Valseresino.

### Communes limitrophes
Cappella Cantone, Fiesco, Gombito, Izano, Madignano, Ripalta Arpina, San Bassano, Soresina, Trigolo.